# Волков Олександр Миколайович (футболіст, 1961)
Олександр Миколайович Волков (нар. 10 лютого 1961) — радянський та український футболіст, тренер.

## Кар'єра гравця
Вихованець маріупольського футболу. У «Новаторі» заграв під керівництвом тренера Олександра Малакуцького. Всього у жданівській команді провів понад 200 матчів. З 1990 року грав у запорізькому «Торпедо». У вищій лізі чемпіонату України дебютував 7 березня 1992 року в грі проти «Таврії». У сезоні 1996/97 років грав у вищій лізі за кіровоградську «Зірку-НІБАС». Завершив кар'єру в 1999 році в нікопольському «Металурзі».

## Кар'єра тренера
З 2006 року працював на різних посадах в «Іллічівці». Тренував «Іллічівець-2» та «молодіжку», був асистентом головного тренера в першій та в юнацькій командах. У 2010 році після відставки Іллі Близнюка як виконувач обов'язків головного тренера очолював «Іллічівець» в Прем'єр-лізі. Після закінчення сезону поступився місцем головного тренера Валерію Яремченку. У липні 2014 року був призначений старшим тренером команди «Іллічівець U-19».